# بيل فيرير
بيل فيرير هو سياسي كندي، ولد في 8 نوفمبر 1932 في باري في كندا. نشط حزبياً في الحرب الديمقراطي الجديد لأونتاريو. وقد انتخب عضو برلمان مقاطعة أونتاريو ‏.